# Золотой глобус (премия, 1980)
37-я церемония вручения наград премии «Золотой глобус»

26 января 1980 года
Лучший фильм (драма): 

«Крамер против Крамера»
Лучший фильм (комедия или мюзикл): 

«Уходя в отрыв»
Лучший драматический сериал: 

«Лу Грант»
Лучший сериал (комедия или мюзикл): 

«Элис» и «Такси»
Лучший телефильм: 

«На Западном фронте без перемен»
< 36-я Церемонии вручения 38-я >
37-я церемония вручения наград премии «Золотой глобус» за заслуги в области кинематографа и телевидения за 1979 год состоялась 26 января 1980 года в Beverly Hilton Hotel (Лос-Анджелес, Калифорния, США). Номинанты были объявлены 8 января 1980.

## Список лауреатов и номинантов

### Игровое кино
Количество наград/номинаций:
- 4/8: «Крамер против Крамера»
- 2/6: «Будучи там»
- 3/5: «Роза»
- 0/5: «Китайский синдром» / «Десятка»
- 3/4: «Апокалипсис сегодня»
- 1/4: «Уходя в отрыв»
- 0/4: «Начать сначала»
- 1/3: «Норма Рэй»
- 1/2: «Чемпион»
- 0/2: «Волосы» / «Янки» / «Обещания в темноте» / «Глава вторая» / «Маленький роман» / «Ледяные замки»
- 1/1: «Клетка для чудаков»

 • Победители выделены отдельным цветом. 
| Категории                                | Лауреаты и номинанты                                                                             | Лауреаты и номинанты                                                              | Лауреаты и номинанты                                                              |
| ---------------------------------------- | ------------------------------------------------------------------------------------------------ | --------------------------------------------------------------------------------- | --------------------------------------------------------------------------------- |
| Лучший фильм (драма)                     | • Крамер против Крамера / Kramer vs. Kramer (Стэнли Р. Джаффе)                                   | • Крамер против Крамера / Kramer vs. Kramer (Стэнли Р. Джаффе)                    | • Крамер против Крамера / Kramer vs. Kramer (Стэнли Р. Джаффе)                    |
| Лучший фильм (драма)                     | • Апокалипсис сегодня / Apocalypse Now (Фрэнсис Форд Коппола)                                    |                                                                                   |                                                                                   |
| Лучший фильм (драма)                     | • Китайский синдром / The China Syndrome (Майкл Дуглас)                                          |                                                                                   |                                                                                   |
| Лучший фильм (драма)                     | • Манхэттен / Manhattan (Чарльз Йоффе)                                                           |                                                                                   |                                                                                   |
| Лучший фильм (драма)                     | • Норма Рэй / Norma Rae (Тамара Ассеев)                                                          |                                                                                   |                                                                                   |
| Лучший фильм (комедия или мюзикл)        | • Уходя в отрыв / Breaking Away                                                                  | • Уходя в отрыв / Breaking Away                                                   | • Уходя в отрыв / Breaking Away                                                   |
| Лучший фильм (комедия или мюзикл)        | • Десятка / 10                                                                                   |                                                                                   |                                                                                   |
| Лучший фильм (комедия или мюзикл)        | • Будучи там / Being There                                                                       |                                                                                   |                                                                                   |
| Лучший фильм (комедия или мюзикл)        | • Волосы / Hair                                                                                  |                                                                                   |                                                                                   |
| Лучший фильм (комедия или мюзикл)        | • Роза / The Rose                                                                                |                                                                                   |                                                                                   |
| Лучший режиссёр                          |                                                                                                  | • Фрэнсис Форд Коппола за фильм «Апокалипсис сегодня»                             | • Фрэнсис Форд Коппола за фильм «Апокалипсис сегодня»                             |
| Лучший режиссёр                          | • Хэл Эшби — «Будучи там»                                                                        |                                                                                   |                                                                                   |
| Лучший режиссёр                          | • Роберт Бентон — «Крамер против Крамера»                                                        |                                                                                   |                                                                                   |
| Лучший режиссёр                          | • Джеймс Бриджес — «Китайский синдром»                                                           |                                                                                   |                                                                                   |
| Лучший режиссёр                          | • Питер Йетс — «Уходя в отрыв»                                                                   |                                                                                   |                                                                                   |
| Лучшая мужская роль (драма)              |                                                                                                  | • Дастин Хоффман — «Крамер против Крамера» (за роль Теда Крамера)                 | • Дастин Хоффман — «Крамер против Крамера» (за роль Теда Крамера)                 |
| Лучшая мужская роль (драма)              | • Джек Леммон — «Китайский синдром» (за роль Джека Годелла)                                      |                                                                                   |                                                                                   |
| Лучшая мужская роль (драма)              | • Аль Пачино — «Правосудие для всех» (за роль Артура Киркланда)                                  |                                                                                   |                                                                                   |
| Лучшая мужская роль (драма)              | • Джон Войт — «Чемпион» (за роль Билли Флинна)                                                   |                                                                                   |                                                                                   |
| Лучшая мужская роль (драма)              | • Джеймс Вудс — «Луковое поле» (за роль Грегори Пауэла)                                          |                                                                                   |                                                                                   |
| Лучшая женская роль (драма)              |                                                                                                  | • Салли Филд — «Норма Рэй» (за роль Нормы Рэй Уэбстер)                            | • Салли Филд — «Норма Рэй» (за роль Нормы Рэй Уэбстер)                            |
| Лучшая женская роль (драма)              | • Джилл Клейберг — «Луна» (за роль Катерины Сильвери)                                            |                                                                                   |                                                                                   |
| Лучшая женская роль (драма)              | • Лиза Айкхорн — «Янки» (за роль Джин Моретон)                                                   |                                                                                   |                                                                                   |
| Лучшая женская роль (драма)              | • Джейн Фонда — «Китайский синдром» (за роль Кимберли Уэллс)                                     |                                                                                   |                                                                                   |
| Лучшая женская роль (драма)              | • Марша Мейсон — «Обещания в темноте» (англ.) (за роль доктора Александры Кендалл)               |                                                                                   |                                                                                   |
| Лучшая мужская роль (комедия или мюзикл) |                                                                                                  | • Питер Селлерс — «Будучи там» (за роль Чэнса Гарденера)                          | • Питер Селлерс — «Будучи там» (за роль Чэнса Гарденера)                          |
| Лучшая мужская роль (комедия или мюзикл) | • Джордж Хэмилтон — «Любовь с первого укуса» (англ.) (за роль графа Владимира Дракулы)           |                                                                                   |                                                                                   |
| Лучшая мужская роль (комедия или мюзикл) | • Дадли Мур — «Десятка» (за роль Джорджа Уэббера)                                                |                                                                                   |                                                                                   |
| Лучшая мужская роль (комедия или мюзикл) | • Бёрт Рейнольдс — «Начать сначала» (за роль Фила Поттера)                                       |                                                                                   |                                                                                   |
| Лучшая мужская роль (комедия или мюзикл) | • Рой Шайдер — «Весь этот джаз» (за роль Джо Гидеона)                                            |                                                                                   |                                                                                   |
| Лучшая женская роль (комедия или мюзикл) |                                                                                                  | • Бетт Мидлер — «Роза» (за роль Мэри Роуз Фостер)                                 | • Бетт Мидлер — «Роза» (за роль Мэри Роуз Фостер)                                 |
| Лучшая женская роль (комедия или мюзикл) | • Джули Эндрюс — «Десятка» (за роль Саманты Тейлор)                                              |                                                                                   |                                                                                   |
| Лучшая женская роль (комедия или мюзикл) | • Джилл Клейберг — «Начать сначала» (за роль Мэрилин Холмберг)                                   |                                                                                   |                                                                                   |
| Лучшая женская роль (комедия или мюзикл) | • Ширли Маклейн — «Будучи там» (за роль Ив Рэнд)                                                 |                                                                                   |                                                                                   |
| Лучшая женская роль (комедия или мюзикл) | • Марша Мейсон — «Глава вторая» (англ.) (за роль Дженни Маклейн)                                 |                                                                                   |                                                                                   |
| Лучший актёр второго плана               | Мелвин Дуглас                                                                                    | • Мелвин Дуглас — «Будучи там» (за роль Бенджамина Рэнда)                         | Роберт Дюваль                                                                     |
| Лучший актёр второго плана               | Мелвин Дуглас                                                                                    | • Роберт Дюваль — «Апокалипсис сегодня» (за роль подполковника Билла Килгора)     | Роберт Дюваль                                                                     |
| Лучший актёр второго плана               | Мелвин Дуглас                                                                                    | • Фредерик Форрест — «Роза» (за роль Хьюстона Дайера)                             | Роберт Дюваль                                                                     |
| Лучший актёр второго плана               | Мелвин Дуглас                                                                                    | • Джастин Генри — «Крамер против Крамера» (за роль Билли Крамера)                 | Роберт Дюваль                                                                     |
| Лучший актёр второго плана               | Мелвин Дуглас                                                                                    | • Лоренс Оливье — «Маленький роман» (за роль Джулиуса)                            | Роберт Дюваль                                                                     |
| Лучшая актриса второго плана             | Мерил Стрип                                                                                      | • Мерил Стрип — «Крамер против Крамера» (за роль Джоанны Крамер)                  | • Мерил Стрип — «Крамер против Крамера» (за роль Джоанны Крамер)                  |
| Лучшая актриса второго плана             | Мерил Стрип                                                                                      | • Джейн Александер — «Крамер против Крамера» (за роль Маргарет Фелпс)             |                                                                                   |
| Лучшая актриса второго плана             | Мерил Стрип                                                                                      | • Кэтлин Бэллер — «Обещания в темноте» (за роль Элизабет (Баффи) Кёниг)           |                                                                                   |
| Лучшая актриса второго плана             | Мерил Стрип                                                                                      | • Кэндис Берген — «Начать сначала» (за роль Джессики Поттер)                      |                                                                                   |
| Лучшая актриса второго плана             | Мерил Стрип                                                                                      | • Валери Харпер — «Глава вторая» (за роль Фэй Мэдуик)                             |                                                                                   |
| Лучший дебют актёра                      | Рики Шродер (фото 1976 года)                                                                     | • Рик Шродер — «Чемпион» (за роль Ти Джея)                                        | • Рик Шродер — «Чемпион» (за роль Ти Джея)                                        |
| Лучший дебют актёра                      | Рики Шродер (фото 1976 года)                                                                     | • Деннис Кристофер — «Уходя в отрыв» (за роль Дейва Столлера)                     |                                                                                   |
| Лучший дебют актёра                      | Рики Шродер (фото 1976 года)                                                                     | • Джастин Генри — «Крамер против Крамера» (за роль Билли Крамера)                 |                                                                                   |
| Лучший дебют актёра                      | Рики Шродер (фото 1976 года)                                                                     | • Дин Пол Мартин — «Игроки» (за роль Криса)                                       |                                                                                   |
| Лучший дебют актёра                      | Рики Шродер (фото 1976 года)                                                                     | • Трит Уильямс — «Волосы» (за роль Джорджа Бергера)                               |                                                                                   |
| Лучший дебют актрисы                     |                                                                                                  | • Бетт Мидлер — «Роза» (за роль Мэри Роуз Фостер)                                 | • Бетт Мидлер — «Роза» (за роль Мэри Роуз Фостер)                                 |
| Лучший дебют актрисы                     | • Сьюзан Энтон — «Золотая девушка» (за роль Голдин Серафин)                                      |                                                                                   |                                                                                   |
| Лучший дебют актрисы                     | • Бо Дерек — «Десятка» (за роль Дженни Хэнли)                                                    |                                                                                   |                                                                                   |
| Лучший дебют актрисы                     | • Лиза Айкхорн — «Янки» (за роль Джин Моретон)                                                   |                                                                                   |                                                                                   |
| Лучший дебют актрисы                     | • Линн-Холли Джонсон — «Ледяные замки» (англ.) (за роль Алексис «Лекси» Уинстон)                 |                                                                                   |                                                                                   |
| Лучший сценарий                          | • Роберт Бентон — «Крамер против Крамера»                                                        | • Роберт Бентон — «Крамер против Крамера»                                         | • Роберт Бентон — «Крамер против Крамера»                                         |
| Лучший сценарий                          | • Джеймс Бриджес — «Китайский синдром»                                                           |                                                                                   |                                                                                   |
| Лучший сценарий                          | • Харриет Фрэнк мл. — «Норма Рэй»                                                                |                                                                                   |                                                                                   |
| Лучший сценарий                          | • Роберт Си Джонс, (Ежи Косинский) — «Будучи там»                                                |                                                                                   |                                                                                   |
| Лучший сценарий                          | • Стив Тесич — «Уходя в отрыв»                                                                   |                                                                                   |                                                                                   |
| Лучшая музыка к фильму                   | • Кармайн Коппола и Фрэнсис Форд Коппола за музыку к фильму «Апокалипсис сегодня»                | • Кармайн Коппола и Фрэнсис Форд Коппола за музыку к фильму «Апокалипсис сегодня» | • Кармайн Коппола и Фрэнсис Форд Коппола за музыку к фильму «Апокалипсис сегодня» |
| Лучшая музыка к фильму                   | • Кармайн Коппола — «Чёрный скакун»                                                              |                                                                                   |                                                                                   |
| Лучшая музыка к фильму                   | • Жорж Делерю — «Маленький роман»                                                                |                                                                                   |                                                                                   |
| Лучшая музыка к фильму                   | • Джерри Голдсмит — «Чужой»                                                                      |                                                                                   |                                                                                   |
| Лучшая музыка к фильму                   | • Джерри Голдсмит — «Звёздный путь: Фильм»                                                       |                                                                                   |                                                                                   |
| Лучшая музыка к фильму                   | • Генри Манчини — «Десятка»                                                                      |                                                                                   |                                                                                   |
| Лучшая музыка к фильму                   | • Лало Шифрин — «Ужас Амитивилля»                                                                |                                                                                   |                                                                                   |
| Лучшая песня                             | • The Rose — «Роза» — музыка и слова: Аманда МакБрум                                             | • The Rose — «Роза» — музыка и слова: Аманда МакБрум                              | • The Rose — «Роза» — музыка и слова: Аманда МакБрум                              |
| Лучшая песня                             | • Better Than Ever — «Начать сначала» — музыка: Марвин Хэмлиш, слова: Кэрол Байер Сейджер        |                                                                                   |                                                                                   |
| Лучшая песня                             | • The Main Event — «Главное событие» — музыка и слова: Пол Джабара и Брюс Робертс                |                                                                                   |                                                                                   |
| Лучшая песня                             | • The Rainbow Connection — «Маппеты» — музыка и слова: Кеннет Ашер и Пол Уильямс                 |                                                                                   |                                                                                   |
| Лучшая песня                             | • Through the Eyes of Love — «Ледяные замки» — музыка: Марвин Хэмлиш, слова: Кэрол Байер Сейджер |                                                                                   |                                                                                   |
| Лучший иностранный фильм                 | • Клетка для чудаков / La Cage aux folles (Франция)                                              | • Клетка для чудаков / La Cage aux folles (Франция)                               | • Клетка для чудаков / La Cage aux folles (Франция)                               |
| Лучший иностранный фильм                 | • Европейцы / The Europeans (Великобритания)                                                     |                                                                                   |                                                                                   |
| Лучший иностранный фильм                 | • Замужество Марии Браун / Die Ehe der Maria Braun (ФРГ)                                         |                                                                                   |                                                                                   |
| Лучший иностранный фильм                 | • Оранжевый солдат / Soldaat van Oranje (Нидерланды)                                             |                                                                                   |                                                                                   |
| Лучший иностранный фильм                 | • Боже мой, как низко я пала! / Mio Dio, come sono caduta in basso! (Италия)                     |                                                                                   |                                                                                   |

### Телевизионные награды
| Категории                                              | Лауреаты и номинанты                                                                      | Лауреаты и номинанты                                                  |
| ------------------------------------------------------ | ----------------------------------------------------------------------------------------- | --------------------------------------------------------------------- |
| Лучший телевизионный сериал (драма)                    | • Лу Грант / Lou Grant                                                                    | • Лу Грант / Lou Grant                                                |
| Лучший телевизионный сериал (драма)                    | • Закулисье Белого дома / Backstairs at the White House                                   |                                                                       |
| Лучший телевизионный сериал (драма)                    | • Столетие / Centennial                                                                   |                                                                       |
| Лучший телевизионный сериал (драма)                    | • Даллас / Dallas                                                                         |                                                                       |
| Лучший телевизионный сериал (драма)                    | • Досье детектива Рокфорда / The Rockford Files                                           |                                                                       |
| Лучший телевизионный сериал (драма)                    | • Корни: Следующие поколения / Roots: The Next Generations                                |                                                                       |
| Лучший телевизионный сериал (комедия или мюзикл)       | • Элис / Alice                                                                            | • Элис / Alice                                                        |
| Лучший телевизионный сериал (комедия или мюзикл)       | • Такси / Taxi                                                                            |                                                                       |
| Лучший телевизионный сериал (комедия или мюзикл)       | • Партнёры / The Associates                                                               |                                                                       |
| Лучший телевизионный сериал (комедия или мюзикл)       | • Лодка любви / The Love Boat                                                             |                                                                       |
| Лучший телевизионный сериал (комедия или мюзикл)       | • МЭШ / M*A*S*H                                                                           |                                                                       |
| Лучший телевизионный фильм                             | • На Западном фронте без перемен / All Quiet On The Western Front                         | • На Западном фронте без перемен / All Quiet On The Western Front     |
| Лучший телевизионный фильм                             | • Элвис / Elvis                                                                           |                                                                       |
| Лучший телевизионный фильм                             | • Дружественный огонь / Friendly Fire                                                     |                                                                       |
| Лучший телевизионный фильм                             | • Like Normal People                                                                      |                                                                       |
| Лучший телевизионный фильм                             | • Сотворившая чудо / The Miracle Worker                                                   |                                                                       |
| Лучшая мужская роль в драматическом телесериале        |                                                                                           | • Эдвард Аснер — «Лу Грант» (за роль Лу Гранта)                       |
| Лучшая мужская роль в драматическом телесериале        | • Ричард Чемберлен — «Столетие» (за роль Александра Маккига)                              |                                                                       |
| Лучшая мужская роль в драматическом телесериале        | • Эрик Эстрада — «Калифорнийский дорожный патруль» (англ.) (за роль офицера Пончерелло)   |                                                                       |
| Лучшая мужская роль в драматическом телесериале        | • Джеймс Гарнер — «Досье детектива Рокфорда» (за роль детектива Джима Рокфорда)           |                                                                       |
| Лучшая мужская роль в драматическом телесериале        | • Джон Хаусман — «Бумажная погоня» (англ.) (за роль профессора Чарльза У. Кингсфилда мл.) |                                                                       |
| Лучшая мужская роль в драматическом телесериале        | • Мартин Шин — «Слепая амбиция» (англ.) (за роль Джона Дина)                              |                                                                       |
| Лучшая мужская роль в драматическом телесериале        | • Роберт Урих — «Вегас» (англ.) (за роль Дэна Танны)                                      |                                                                       |
| Лучшая мужская роль в драматическом телесериале        | • Роберт Вагнер — «Супруги Харт» (за роль Джонатана Харта)                                |                                                                       |
| Лучшая женская роль в в драматическом телесериале      |                                                                                           | • Натали Вуд — «Отныне и во веки веков» (англ.) (за роль Карен Холмс) |
| Лучшая женская роль в в драматическом телесериале      | • Барбара Бел Геддес — «Даллас» (за роль мисс Элли Юинг)                                  |                                                                       |
| Лучшая женская роль в в драматическом телесериале      | • Кейт Малгрю — «Миссис Коломбо» (англ.) (за роль Кейт Коломбо)                           |                                                                       |
| Лучшая женская роль в в драматическом телесериале      | • Стефани Пауэрс — «Супруги Харт» (за роль Дженнифер Харт)                                |                                                                       |
| Лучшая женская роль в в драматическом телесериале      | • Сада Томпсон — «Семья» (за роль Кейт Лоуренс)                                           |                                                                       |
| Лучшая мужская роль в телесериале (комедия или мюзикл) | Алан Алда                                                                                 | • Алан Алда — «МЭШ» (за роль капитана Бенджамина Франклина Пирса)     |
| Лучшая мужская роль в телесериале (комедия или мюзикл) | Алан Алда                                                                                 | • Джадд Хирш — «Такси» (за роль Алекса Райгера)                       |
| Лучшая мужская роль в телесериале (комедия или мюзикл) | Алан Алда                                                                                 | • Уилфрид Хайд-Уайт — «Партнёры» (за роль Эмерсона Маршалла)          |
| Лучшая мужская роль в телесериале (комедия или мюзикл) | Алан Алда                                                                                 | • Джон Риттер — «Трое — это компания» (за роль Джека Триппера)        |
| Лучшая мужская роль в телесериале (комедия или мюзикл) | Алан Алда                                                                                 | • Робин Уильямс — «Морк и Минди» (за роль Морка)                      |
| Лучшая женская роль в телесериале (комедия или мюзикл) |                                                                                           | • Линда Лавин — «Элис» (за роль Элис Хайатт)                          |
| Лучшая женская роль в телесериале (комедия или мюзикл) | • Пенни Маршалл — «Лаверна и Ширли» (за роль Лаверны Дефазио)                             |                                                                       |
| Лучшая женская роль в телесериале (комедия или мюзикл) | • Донна Пескоу — «Энджи» (англ.) (за роль Энджи Фалько Бенсон)                            |                                                                       |
| Лучшая женская роль в телесериале (комедия или мюзикл) | • Джин Стэплтон — «Все в семье» (за роль Эдит Банкер)                                     |                                                                       |
| Лучшая женская роль в телесериале (комедия или мюзикл) | • Лоретта Свит — «МЭШ» (за роль майора Маргарет Халиган)                                  |                                                                       |
| Лучший актёр второго плана на ТВ                       | Дэнни Де Вито                                                                             | • Дэнни Де Вито — «Такси» (за роль Луи Де Пальмы)                     |
| Лучший актёр второго плана на ТВ                       | Дэнни Де Вито                                                                             | • Вик Тейбэк — «Элис» (за роль Мела Шарплса)                          |
| Лучший актёр второго плана на ТВ                       | Дэнни Де Вито                                                                             | • Джефф Конауэй — «Такси» (за роль Бобби Уилера)                      |
| Лучший актёр второго плана на ТВ                       | Дэнни Де Вито                                                                             | • Тони Данца — «Такси» (за роль Тони Банты)                           |
| Лучший актёр второго плана на ТВ                       | Дэнни Де Вито                                                                             | • Дэвид Дойл — «Ангелы Чарли» (за роль Джона Босли)                   |
| Лучшая актриса второго плана на ТВ                     |                                                                                           | • Полли Холлидей — «Элис» (за роль Флоренс Джин «Фло» Кастлберри)     |
| Лучшая актриса второго плана на ТВ                     | • Лони Андерсон — «Радио Цинциннати» (англ.) (за роль Дженнифер Элизабет Марлоу)          |                                                                       |
| Лучшая актриса второго плана на ТВ                     | • Мэрилу Хеннер — «Такси» (за роль Элейн О’Коннор-Нардо)                                  |                                                                       |
| Лучшая актриса второго плана на ТВ                     | • Бет Хоуланд — «Элис» (за роль Веры Луизы Горман)                                        |                                                                       |
| Лучшая актриса второго плана на ТВ                     | • Линда Келси — «Лу Грант» (за роль Билли Ньюман)                                         |                                                                       |

### Специальные награды
| Награда                                                     | Лауреаты      | Лауреаты            |
| ----------------------------------------------------------- | ------------- | ------------------- |
| Премия Сесиля Б. Де Милля (Награда за вклад в кинематограф) |               | • Генри Фонда       |
| Премия Генриетты Henrietta Award (World Film Favorites)     |               | • Роджер Мур        |
| Премия Генриетты Henrietta Award (World Film Favorites)     | • Джейн Фонда |                     |
| Мисс «Золотой глобус» 1980 (Символическая награда)          |               | • Ким Карат (англ.) |